# اندی پاول
اندی پاول (انگلیسی: Andy Powell؛ زادهٔ ۱۹ فوریهٔ ۱۹۵۰) گیتارنواز و ترانه‌سرای اهل بریتانیا است. او از سال ۱۹۶۳ میلادی تاکنون مشغول فعالیت بوده و به‌خاطر پایه‌گذاری گروه ویشبون اش و ابداع دونوازی گیتار لید (با همراهی تد ترنر) شهرت دارد.